# 璀璨瞬間
《璀璨瞬間》（瑞典语：Maria Larssons eviga ögonblick，亦译《永恒时刻》，直译《玛利亚·拉森的永恒记忆》）是一部2008年的瑞典电影，由扬·特洛尔执导。该片是根据在20世纪初期活跃的一名女工人玛利亚·拉森的真实事迹改编，拉森有一次中奖得到一部照相机，后来成为了一名摄影家。影片获得金甲虫最佳电影奖，后来进入了第81屆奧斯卡金像獎的1月份榜单，但没能获得最终提名。

## 情节大纲
玛利亚·拉森本是个芬兰裔的家庭妇女，她把全部的精力都献给了家庭。做码头工人的丈夫西格是个酒鬼，经常粗暴的对待玛利亚和她的儿女们。一次他们家去参戒酒协会的派对，回来后西格承诺戒酒，然而不久又旧病复发。西格还常在外面闹事，玛利亚也受到波及。玛利亚向父亲倾诉，想离开丈夫，但父亲要他们相守，因为婚姻是上帝的约定。
西格受到无政府主义思潮的影响，和工友们一次次的闹罢工，再没人请玛利亚作针线活了。玛利亚拿出以前中奖获得的“伯爵夫人”牌照相机，准备去到照相馆的佩特森先生那儿卖掉。佩特森教给玛利亚照相的原理，以及怎样冲洗相片，玛利亚迷上了摄影。西格一次在酒馆里与一个女仆勾搭上了，他们决定晚上到船上过夜。结果正好撞见一个社会主义者青年团的激进分子搞爆炸，西格受到了警方的传讯，新情妇及时赶到证实了他的清白。一个大雪天，与玛利亚女儿玛雅一起上学的英格博格死了，玛利亚拍摄了她的遗容，她的照片受到佩特森的赞赏。佩特森想雇玛利亚作助手，但被拒绝。西格一家搬家了。
一晃六年过去了，玛雅成了大姑娘，有时帮好色的顾客涂药时还会受到骚扰。西格参加了一战。战后北欧的三个国王出席典礼，玛利亚拍的照片上了报纸，她摄影的姿势被佩特森摄进了影片。西格的好友、沉迷克鲁泡特金理论的英格伦向他诉说被女友玛甘抛弃，西格则抱怨老婆执迷摄影。玛雅与一个叫甘纳的男孩恋爱了，遭到父亲嘲笑，西格继续与原来的情妇保持关系。玛雅也抱怨母亲对摄影的痴狂，西格则怒斥玛利亚与佩特森来往，还强奸了玛利亚，玛利亚又怀孕了。
生活日益艰难，他们只能偶尔打点鸟当荤菜，英格伦自杀了。新出生的艾瑞克一生下来就大病一场。拉森救下了一匹受伤的马，将其命名为克鲁泡特金。玛利亚带孩子们去看电影，又遭西格毒打，这回西格进了监狱。本来她想卖掉克鲁泡特金，但一个长者愿意为她推荐照相的客户，玛利亚从此以替人照相生活。佩特森先生最后还是走了，临走将照相机给了玛利亚。
拉森出狱了，他家交了好运，最后成立了拉森托运公司。夫妻俩也重新和好，相守了最后一段时日，不久玛利亚去世。玛利亚死后，女儿在照相机里发现了玛利亚唯一一张自己给自己拍摄的、还未冲洗的照片。

## 制作
该片得到了来自瑞典、丹麦、芬兰和德国的26个机构的赞助，是特洛尔在1970年代初期的影片《移民》之后最大的制作。 扬·特洛尔的妻子Agneta Ulfsäter-Troell自1986年起就研究玛利亚·拉森，并对拉森及其女儿作了许多访谈。在她对玛利亚所拍摄的相片的研究中，她得到了后来拍摄电影的出示材料。这些材料原本未经整理，但一位瑞典电影学院人士得知特洛尔夫妇对该题材的兴趣后，开始写剧本的早期工作。
2004年他们展开了首次正式讨论。特洛尔挑选了玛利亚·海斯卡涅和加斯帕·克里斯滕森作主演，二人先前都与特洛尔合作过。电影开拍前两年，特洛尔在一个瑞典电影节上遇见了米克尔·佩斯勃兰特，便想让他出演男主角齐格弗里德。米克尔·佩斯勃兰特亲自与导演联系，说服他将那个角色给了自己。
影片于2007年2月26日至6月1日在瑞典的Malmö、Luleå以及立陶宛的维尔纽斯拍摄。影片以16毫米胶片摄制，后冲印称35毫米胶片。因而成品的视觉效果具有颗粒感，并带有类似默片的特质，充满了怀旧情调。